# Dimenzija vektorskog prostora
Dimenzija vektorskog prostora je kardinalnost skupa vektora koji čine bazu danog vektorskog prostora. U linearnoj algebri se dokazuje da svaka baza jednog vektorskog prostora ima istu kardinalnost (oblikuje je isti broj vektora). Dimenzija vektorskog prostora odgovara brojnosti svakog maksimalnog skupa linearno nezavisnih vektora tog vektorskog prostora, kao i brojnosti svakog minimalnog skupa vektora tog prostora koji (linearno) generira cijeli prostor.
Dimenziju vektorskog prostora V nad poljem skalara K označaujemo s dim(V).
Kažemo da je vektorski prostor konačno dimenzionalan ako je njegova dimenzija konačan broj.
Ako uzmemo na primjer vektorski prostor R3, jednu njegovu bazu možemo zapisati kao skup vektora {(1,0,0), (0,1,0), (0,0,1)}, i stoga je dim(R3) = 3 (jer ima tri vektora u bazi).
Ako je W linearni potprostor prostora V, tada je dim(W) ≤ dim(V).